# 牛津大學薩默維爾學院
牛津大學薩默維爾學院（Somerville College）是英國牛津大學的一個學院，成立於1879年，原稱Somerville Hall，是牛津大學最早成立的女子學院之一。1994年才有第一個男性學員入學。 該學院位於伍德斯托克路南端，再往南是小克拉倫登街，往西是華頓街。
2006年，學院收到捐款4450萬英鎊。

## 歷史
1878年6月，女子高等教育協會（Association for the Higher Education of Women）成立，該協會的重要成員有牛津大學大學學院的喬治·格蘭維爾·布拉得利、貝利奧爾學院的T·H·格林以及牛津大學基布爾學院的愛德華·斯圖亞特·塔爾博特。塔爾博特因與其他人意見不符，導致分裂，而塔爾博特派便成立了牛津大學瑪格麗特夫人學堂。
因此在1879年，另外一個派系決定成立一個“不同宗教背景的學生可以和平共處”的學院。這些人包括喬治·格蘭維爾·布拉得利、T·H·格林、喬治·威廉·基欽、亨利·內特爾西普和奧古斯都·喬治·弗農·漢考特，而學院則以當時剛剛亡故的蘇格蘭數學家瑪麗·薩默維爾之名命名為Somerville Hall，1894年改現名。

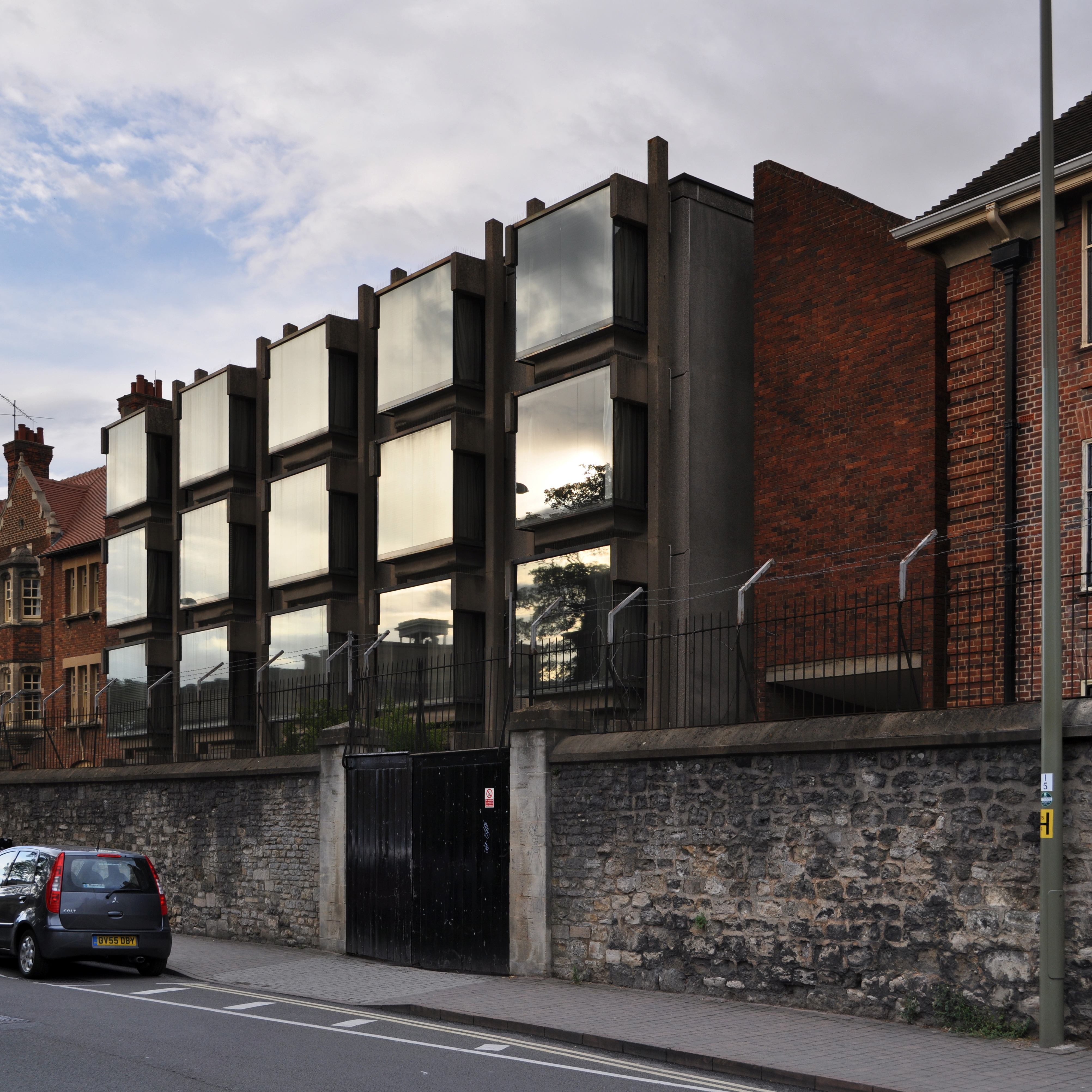
Wolfson building

在一戰期間，薩默維爾學院被用做醫院，羅伯特·格雷夫斯和西格夫里·萨松都曾在此接受治療。
直到1992年薩默維爾學院都是純女子學院，第一個男性教員任命於1993年，而1994年才有第一個男性學生入學。 現在男女比例已經很平均了。

## 學生生活
2011年，學院的學生滿意度在某些項目中得到全校最高分。
2011/12學年，在諾靈頓排名中排在30位中的第27位。

## 外部連結
- Official website
- JCR website
- MCR website
- The Choir of Somerville College, Oxford （页面存档备份，存于）
- Somerville Music Society （页面存档备份，存于）
- Somerville Boat Club Website

51°45′33″N 1°15′45″W / 51.7592°N 1.2625°W